# Kilroy was here

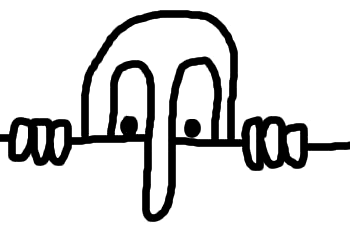
Ein klassischer Kilroy ohne Schriftzug

Kilroy was here („Kilroy war hier“) ist ein Slogan aus den 1940er und 1950er Jahren, der als Graffito genutzt wurde. Den Slogan begleitete oft ein Bild, das ein Gesicht mit einer länglichen Nase und zwei runden Augen zeigte. Dieses Gesicht schaute über eine Mauer. Manchmal erschienen zusätzlich Finger, die sich an der Mauer festhielten.
Der Slogan wurde im Zweiten Weltkrieg von US-Soldaten genutzt und nahm die Form eines Running Gags an.

## Ursprung
Der Slogan „Kilroy was here“ soll zuerst 1939 auf Schiffen und in militärischen Häfen in den USA gesichtet worden sein. Das Graffito verbreitete sich rasch und erschien im Zweiten Weltkrieg auf Wänden, auf Fahrzeugen und anderen Gegenständen dort, wo US-amerikanische Truppen durchzogen. Unter den Soldaten entstand ein Wettbewerb, in dem es galt, als Erster das Bild und den Slogan an die unmöglichsten und entlegensten Stellen zu malen, die man sich denken konnte, und anschließend zu behaupten, es sei schon da gewesen. Kilroy wurde so zum Super-GI. Er war der Mann, der immer schon vorher genau dort gewesen war, wo die Truppen hingesandt wurden. Als Tag unterstrich er die Macht und den Einfluss der US-Armee. Spätestens 1942 ist der Spruch von den britischen Soldaten übernommen worden. Es gab Parallelen und Wechselwirkungen mit anderen Motiven der Populärkultur. Die Zeichnung gab es zuvor auch mit der Unterschrift „Schmoe is watching you“, vor allem auf den Toiletten der US-Armee, ein Hinweis darauf, dass es so gut wie keine Privatsphäre gab. Die britische Figur Chad nutzte ebenfalls die gleiche Zeichnung, normalerweise mit der Bildunterschrift „WOT, no sugar“, oder einer anderen knappen Ware. Die Royal Australian Air Force verwendete den Slogan Foo was here. Im Zweiten Weltkrieg scheinen diese Graffiti alle zu einem verschmolzen zu sein. Nach dem Krieg sank die Bekanntheit des Slogans rasch. Noch 1945 findet sich der Spruch aber im Karzerbuch der Universität Heidelberg. Nach Robert Sickels war Kilroy Mitte der 1950er Jahre so gut wie vergessen. Die Encyclopedia of American Folklore gibt dagegen an, Kilroy habe die US-Armee „von Korea bis Kuweit“ begleitet.
Als 1948 Henry L. Mencken den Spruch für den zweiten Nachtragsband von The American Language aufzeichnete, waren ihm bereits drei Theorien für dessen Entstehung bekannt, ohne dass er sich für eine von ihnen entschieden hätte. Eine bis heute verbreitete Erklärung besagt, dass der Satz von dem Schiffsinspektor James J. Kilroy stammt. Kilroy arbeitete bei der Fore River Shipyard in Quincy, Massachusetts. Seine Aufgabe war es, die Arbeiter an den Niethämmern zu kontrollieren und zu prüfen, wie viele Nieten sie eingeschlagen hatten. Damit er nichts doppelt zählte und um seinen Vorgesetzten zu zeigen, dass er seine Arbeit auch machte, begann er, den Rumpf der Schiffe, welche er bereits kontrolliert hatte, mit „Kilroy was here“ zu versehen. Damit es deutlich zu sehen war, benutzte Kilroy einen gelben Stift. Das erleichterte den Inspektoren die Arbeit, weil sie die Arbeit nicht mehr versehentlich doppelt zählen konnten und die Arbeiter auch nicht für Arbeit bezahlen mussten, die diese nicht gemacht hatten. Als ein Schiff dann für einen Militäreinsatz genutzt wurde und Truppen transportieren sollte, verstanden die Soldaten den scheinbar deplatzierten Satz nicht. Sie sahen nur, dass Kilroy, wer auch immer er war, „(zuerst) da war“. Als 2007 in einer TV-Dokumentation über Fort Knox der Schriftzug in einem 1937 verschlossenen Golddepot zu sehen war, tauchten kurzzeitig Zweifel an der gängigen Erklärungstheorie auf. Nachfragen beim Filmleiter ergaben jedoch, dass es sich „bei den Bildern in der Dokumentation […] um eine nachgestellte Szene“ gehandelt hatte.

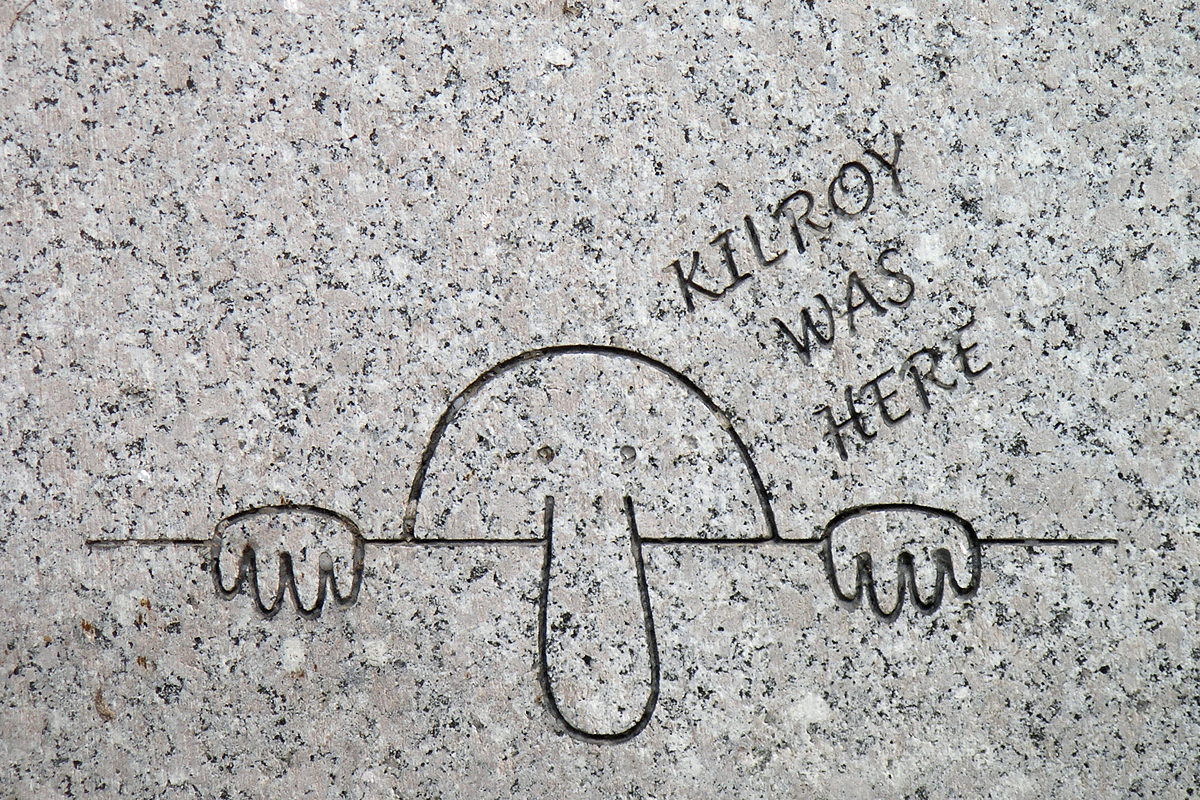
Kilroy am Second World War Memorial in Washington

Neben den echten Graffiti verbreiteten sich Legenden, wo Kilroy überall gesichtet worden sein soll. Dem Autor Charles Panati nach ist der Slogan bereits auf dem Gipfel des Mount Everest, an der Fackel der Freiheitsstatue, auf der Unterseite des Pariser Triumphbogens, auf der Marco-Polo-Brücke in China, auf Hütten in Polynesien und auf einem Träger der George Washington Bridge in New York zu finden. Sogar auf dem Mond soll er in den Staub gekritzelt worden sein. Ein Vorfall, den Panati ebenfalls beschreibt, soll sich während der Potsdamer Konferenz im Juli 1945 ereignet haben: Stalin betrat eine Toilette, die ausschließlich für ihn selbst, Truman und Churchill reserviert war. Als er wieder herauskam, will ein Dolmetscher gehört haben, wie er fragte: „Wer ist Kilroy?“

## Mr. Chad
Die Figur des Kilroy stammt jedoch von seinem britischen Äquivalent Mr. Chad, das bereits in den 1940ern von britischen Soldaten und der britischen Bevölkerung eingesetzt wurde.
Mit seinen begleitenden Slogans wie „Wot! No Eggs?“ oder „Wot! No Leave!“ macht er auf Tatsachen und Missstände aufmerksam. Wann Mr. Chad von den GIs übernommen und zu Kilroy wurde, ist nicht bekannt. Es muss aber nach 1942 gewesen sein, weil die GIs erst ab August 1942 gegen die Achsenmächte in Europa kämpften.

## Nachwirkung

### Film und Fernsehen
- 1947 entstand der Film Kilroy Was Here, dessen Titel sich auf den Slogan bezog. Regie führte Phil Karlson, die Hauptrollen spielten die früheren Kinderstars Jackie Cooper (als John J. Kilroy) und Jackie Coogan.[15]
- Im Film Stoßtrupp Gold von 1970 mit Clint Eastwood, Telly Savalas und Donald Sutherland wird Kilroy an der Wand eines von den Helden soeben ausgeräumten Golddepots hinterlassen, nur Minuten bevor die regulären alliierten Truppen auftauchen.
- In der Folge The Invasion der Fernsehserie Doctor Who (Staffel 6, Folge 3) flüchten der Doctor und Jamey durch einen Aufzugsschacht. In der Wand eingeritzt steht der Schriftzug Kilroy was here.
- In der Folge Frank und der Feind (im Original The Bus) der Fernsehserie M*A*S*H (Staffel 4, Folge 6) malt Hawkeye das Wort Kilroy an die dreckige Fensterscheibe des Busses, aus der B.J. wie die Kilroy-Figur schaut. In April macht, was er will (Staffel 8, Folge 25, Originaltitel: April Fools) erwähnt Hawkeye, Charles wäre im Schlaf Kilroy auf die Glatze geschrieben worden.
- In der Folge Die Kugel, die die Welt rettete der Fernsehserie Fringe – Grenzfälle des FBI hat Dr. Walter Bishop einen wichtigen Plan zur Rettung der Welt versteckt und mit dem Kilroy Graffito markiert.
- Im Vorspann der Serie Community taucht ein gezeichneter Kilroy auf.
- In der Serie Rockos modernes Leben verrät die Hecke als angeblichen Mörder von Ed unter anderem den Namen Kilroy (Folge: Ed ist Weg).
- In der Folge Übertaktlos (im Original Overclockwise) der Fernsehserie Futurama (Staffel 6, Folge 25) ist Kilroy ohne Schriftzug an der Wand der Gefängniszelle zu sehen, in welcher Professor Farnsworth und Hubert eingesperrt sind.
- Im Kriegsfilm Greyhound – Schlacht im Atlantik (Greyhound) ist Kilroy mit Schriftzug auf dem Radargerät im Gefechtsleitstand (Combat Information Center, CIC) des Fletcher-Klasse-Zerstörers USS Keeling (Rufname Greyhound) zu sehen.
- In dem Kriegsfilm Zur Hölle und zurück stürmt die Hauptfigur Audie Murphy mit seinen Männern ein von deutschen Soldaten besetztes Haus. An der Wand zum Treppenaufgang ist das Bild mit dem Schriftzug "Kilroy was here" zu lesen.